# Cotorra d'orelles vermelles
La cotorra d'orelles vermelles (Pyrrhura hoematotis) és una espècie d'ocell de la família dels psitàcids que habita selves i sabanes del nord de Veneçuela.